# CTU1
CTU1 (англ. Cytosolic thiouridylase subunit 1) – білок, який кодується однойменним геном, розташованим у людей на довгому плечі 19-ї хромосоми. Довжина поліпептидного ланцюга білка становить 348 амінокислот, а молекулярна маса — 36 450.
| 10         |  | 20         |  | 30         |  | 40         |  | 50         |
| ---------- |  | ---------- |  | ---------- |  | ---------- |  | ---------- |
| MPAPPCASCH |  | AARAALRRPL |  | SGQALCGACF |  | CAAFEAEVLH |  | TVLAGRLLPP |
| GAVVAVGASG |  | GKDSTVLAHV |  | LRALAPRLGI |  | SLQLVAVDEG |  | IGGYRDAALA |
| AVRRQAARWE |  | LPLTVVAYED |  | LFGGWTMDAV |  | ARSTAGSGRS |  | RSCCTFCGVL |
| RRRALEEGAR |  | RVGATHIVTG |  | HNADDMAETV |  | LMNFLRGDAG |  | RLARGGGLGS |
| PGEGGALPRC |  | RPLQFASQKE |  | VVLYAHFRRL |  | DYFSEECVYA |  | PEAFRGHARD |
| LLKRLEAARP |  | SAVLDLVHSA |  | ERLALAPAAR |  | PPRPGACSRC |  | GALASRALCQ |
| ACALLDGLNR |  | GRPRLAIGKG |  | RRGLDEEATP |  | GTPGDPARPP |  | ASKAVPTF   |

A: Аланін

C: Цистеїн

D: Аспарагінова кислота

E: Глутамінова кислота

F: Фенілаланін

G: Гліцин

H: Гістидин

I: Ізолейцин

K: Лізин

L: Лейцин

M: Метіонін

N: Аспарагін

P: Пролін

Q: Глутамін

R: Аргінін

S: Серин

T: Треонін

V: Валін

W: Триптофан

Кодований геном білок за функціями належить до трансфераз, фосфопротеїнів. 
Задіяний у такому біологічному процесі, як процесинг тРНК. 
Білок має сайт для зв'язування з РНК, тРНК. 
Локалізований у цитоплазмі.